# دورین کارویتن
دورین مری کارویتن (۱۵ نوامبر ۱۹۲۲) –  ۵ ژانویه ۲۰۰۳) آهنگساز بریتانیایی  بود. آثار او بیشتر موسیقی کلاسیک و موسیقی فیلم بود. او پس از ازدواج با ویلیام آلوین، با نام مری آلوین نیز شناخته می‌شد. 

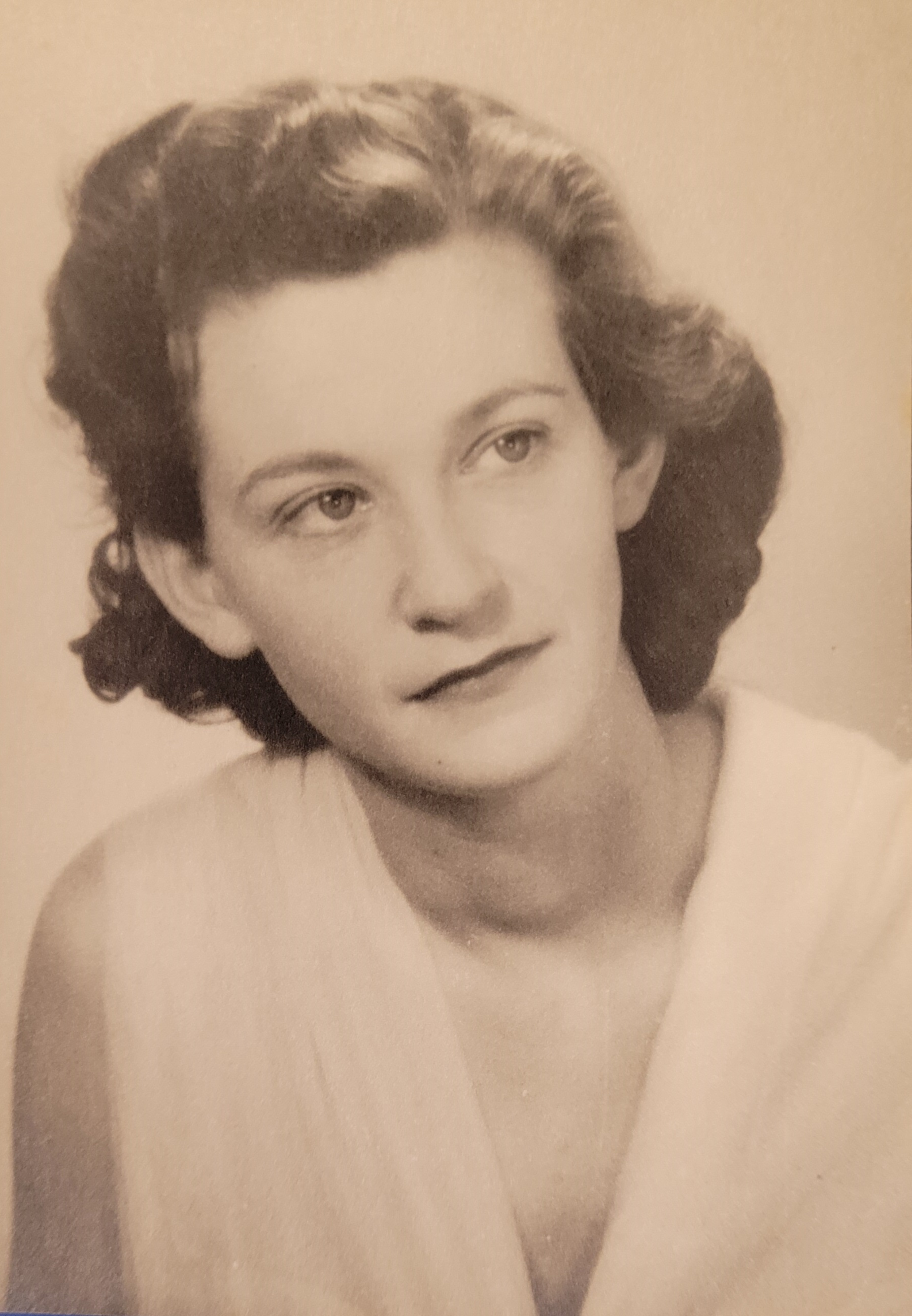
کارویتن اثر الک دیویسون

## زندگینامه
دورین کارویتن در ۱۵ نوامبر ۱۹۲۲ در شماره ۸خیابان های استریت، هادنهام، باکینگهام‌شر ،  در خانه‌ای که به نانوایی و خواربارفروشی پدرش متصل بود، متولد شد. او در کودکی اولین درس‌های موسیقی خود را از مادرش دالسی، پیانیست و شاگرد توبیاس متی آموخت. 
دورین کارویتن در ۱۶ سالگی با تنظیم قطعه " من تنها همچون ابری سرگردان بودم " اثر وردزورث برای آواز و پیانو، آهنگسازی را آغاز کرد. او در سال ۱۹۴۱، وارد آکادمی سلطنتی موسیقی شد و در یک گروه چهارنوازی زهی نوازنده ویولنسل شد. او عضو کلاس هارمونی ویلیام آلوین بود. اولین اثر ارکسترال او در ۲ مارس ۱۹۴ را ارکستر فیلارمونیک لندن به رهبری آدریان بولت در کاونت گاردن اجرا کرد.  سال قبل از آن، وی اولین دریافت کننده بورسیه تحصیلی فیلم جی. آرتور رنک شده بود. 
دورین در سال ۱۹۶۱، منشی و دستیار وفادار ویلیام آلوین شد و در سال ۱۹۷۵ با او ازدواج کرد.  او مری آلوین را به عنوان نام و نام خانوادگی خود برگزید، زیرا از نام دورین خوشش نمی‌آمد و مری نام میانی او بود. او بعداً به عنوان استادیار آهنگسازی در آکادمی سلطنتی موسیقی مشغول به کار شد. دورین پس از مرگ شوهرش در سال ۱۹۸۵، بایگانی ویلیام آلوین و بنیاد ویلیام آلوین را برای ترویج موسیقی او و تسهیل پروژه‌های تحقیقاتی مرتبط تأسیس کرد.
کارویتن در سال ۱۹۹۹، به علت سکته مغزی فلج شد. او در ۵ ژانویه ۲۰۰۳ در فورنست سنت پیتر ، نزدیک نوریچ ، درگذشت.

## آثار
دورین کارویتن در طول دوران فعالیت حرفه‌ای خود، برای بیش از ۳۰ فیلم موسیقی متن ساخت. او به دلیل حرفه‌ای بودن و سرعت عملش در شرایط فشار، در صنعت فیلم‌سازی شهرت یافت: موسیقی متن او برای الیزابت ملکه است ، فیلم رسمی تاجگذاری ملکه الیزابت دوم ، تنها در سه روز تکمیل شد.  